# Банки, Вильма
Вильма Банки (венг. Bánky Vilma, англ. Vilma Bánky; 9 января 1901 — 18 марта 1991) — американская актриса немого кино, венгерского происхождения. Является одной из самых величайших венгерских знаменитостей. В знак признания своих работ  получила звезду на Аллее Славы в Голливуде. Её родной брат Виктор Банки (вен., 1899—1967), был известным венгерским режиссёром.
Её актёрская карьера началась в Будапеште, а затем продолжилась в Германии, Австрии и Франции. Совершенно новым этапом в её карьере, был контракт, заключённый с Голливудом в 1925 году. Одной из самых узнаваемых актрис она стала благодаря своим ролям в немых фильмах «Орёл» (1925) и «Сын шейха» (1926), где так же снимался Рудольф Валентино, и «Тёмный ангел» (1925), где её партнёром, в романтических сценах был Рональд Колман. В 1920-е годы много талантливых европейских актёров переманивали в Америку, поэтому её карьера была похожа на карьеру шведской актрисы Греты Гарбо, ставшей американской звездой.
Однако с приходом эры звуковых фильмов карьера Вильмы Банки стала угасать. Она снялась ещё в двух фильмах, однако они не принесли ожидаемого успеха, и доходов, вследствие чего Банки ушла из кинобизнеса. Несколько лет она провела на сцене, выступая вместе с мужем в одном из театров Бродвея. С 1930-годов она посвятила себя бизнесу, занималась покупкой и продажей недвижимости, и своему хобби — игре в гольф. Она всегда была рада гостям в своём доме в Голливуде, а также своим соотечественникам, приехавшим Америку.

## Биография

### Происхождение и начало карьеры
Банки Вильма Кончич (венг. Bánky Vilma Koncsics) родилась 9 января 1901 года, в римско-католической семье Яноша Банки Кончича (1880—1947) и актрисы Каталины Ульберт (1880—1947). Её отец работал чиновником, пока не получил должность полицейского в Будапеште. Вильма родилась в деревне Надьдорог, после чего её родители переехали в Будапешт. С детства Вильму, и её старших брата Виктора и сестру Гизеллу, учили быть скромными и честными. Семья жила в арендованном доме, в районе Йожефварош, на улице Пратер-стрит. Вильма обучалась в средней школе, а потом поступила в коммерческую, все одноклассники знали её как скромную, тихую, и довольно застенчивую девушку.
После школы Вильма посещала курсы стенографисток. После, она закончила киношколу Гезы Больвари и Илоны Маттясовски, и благодаря своему таланту стала постоянным учеником Артура Шомлаи. После чего, она некоторое время выступала в «Центральном театре». Она снялась в небольших эпизодах, венгерского немого фильма «Весенняя любовь» (1921) при поддержке киностудии «Movie Star». Её актёрский талант стал очевидным, после чего её пригласили в Германию.
В 1920 году в Берлине она сыграла свою первую главную роль, а также снялась в нескольких других международных фильмах. Но известной её сделала роль, в теперь уже утерянном фильме, «В последний момент» (1920), снятым немецким режиссёром Бела Балогом. В 1921 она продолжала сниматься в венгерских немых фильмах, но иностранные киностудии, уже начали бороться за неё. Благодаря этой популярности, она снялась в фильме о любви дурочка «Король цирка» (1925), со знаменитым французским актёром Максом Линдером, съёмки которого проходили в Вене. Она начала свою карьеру, когда любовные сцены в кино, становились более раскованными, где была важна женственность, и Вильма Банки была идеальной актрисой для этих ролей. Одной из первых ролей в этом плане стала роль в фильме «В опасности ада» (1921), где её партнёром был Светислав Петрович.

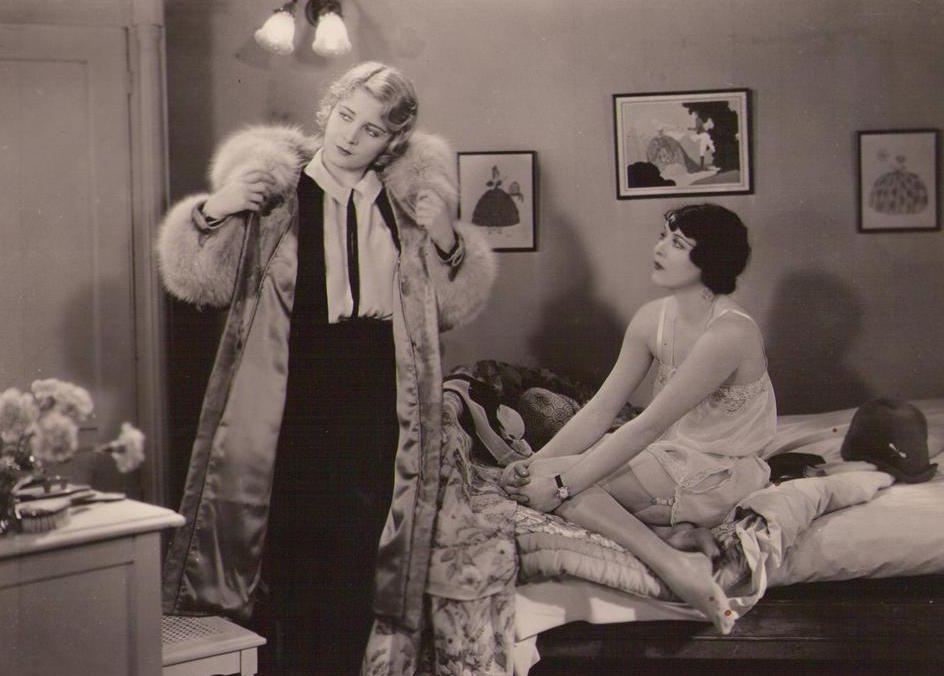
С Фритци Риджуэй (справа) в фильме «Это небеса»

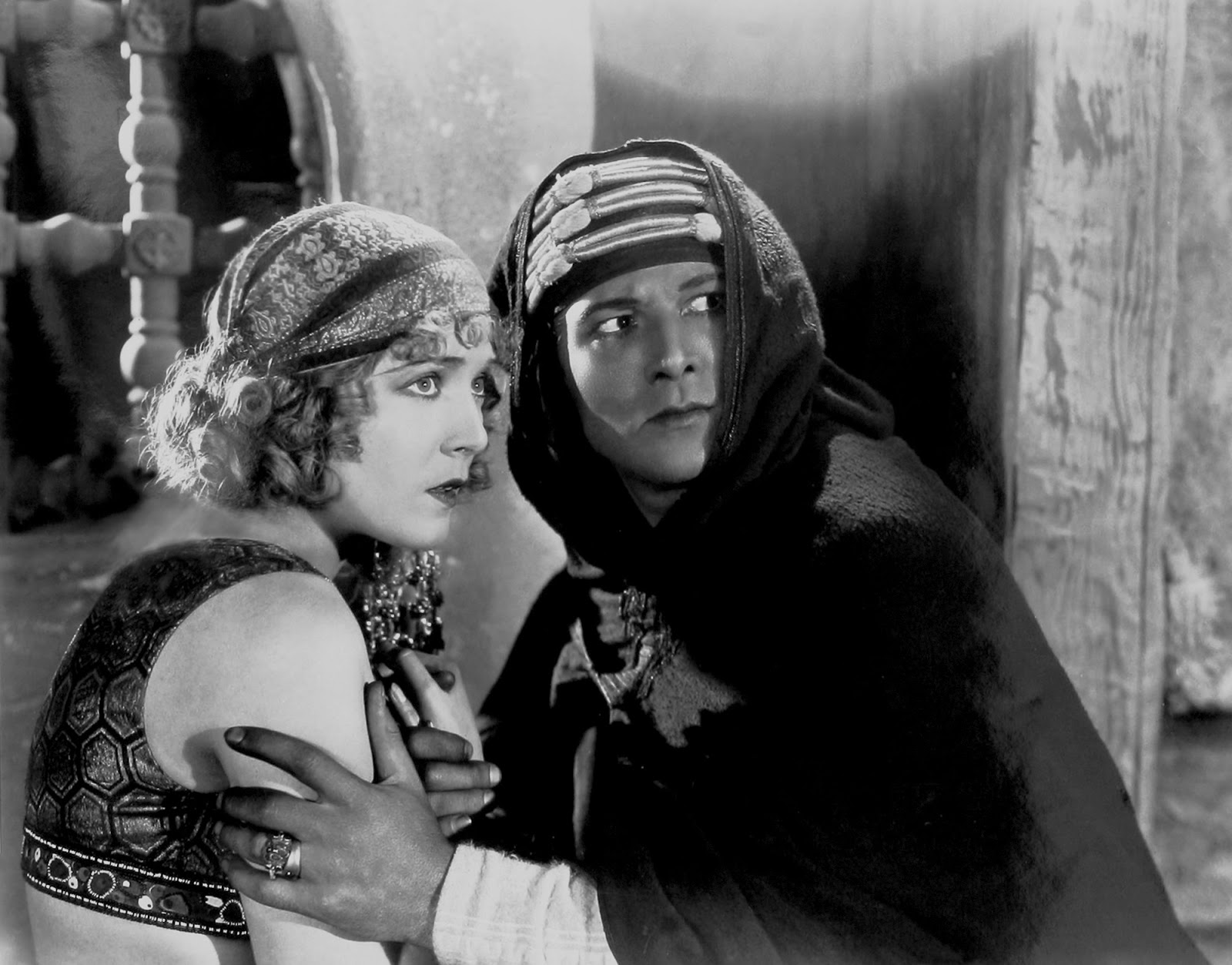
С Рудольфом Валентино в фильме «Сын шейха»

В то время она в основном жила в Берлине, но часто уезжала на съемки в другие города, и даже в Вену. Новая жизнь у неё началась в 1925 году, когда Вильма заключила контракт с Голливудом. В 1927 году она официально сменила имя с Вильмы Кончич на Вильму Банки.

### Карьера в Голливуде
В 1925 году в Венгрии проходили съёмки немецкого немого фильма, когда в Будапешт прибыл Сэмюэл Голдвин, который отправился в Европу в поисках ярких, известных актёров, для недавно открытой студии «Metro-Goldwyn-Mayer». Имя и фотографии Вильмы были уже знакомы ему, поэтому первая их личная встреча окончательно убедила его нанять актрису. Несмотря на возражения родителей, она покидает Европу и становится одной из самых выдающихся актрис империи MGM. В Америке, она стала первой актрисой такого плана, компания разработала для неё маркетинг — хрупкой, белокурой актрисы, ростом 163 см, и глазами цвета морской волны.
Поначалу молодую актрису окрестили Венгерской рапсодией, и она сразу же оказалась в центре внимания. На улицах городов в США висели плакаты Вильмы Банки, её имя загоралось на неоновых вывесках, а её фотографии печатались на открытках и в газетах. Киностудия не теряла шансов, заработав на актрисе полмиллиона долларов. Ей запрещалось летать на самолётах, она могла только ходить пешком или ездить верхом, а также менять форму лица, без разрешения. Согласно контракту, она должна была оставаться в форме, и постоянно соблюдать диету. Сначала ей приходилось бороться с завистью, когда она, приезжая издалека, сразу стала знаменитой, но не очень любимой своими коллегами, тогда же она потеряла своего покровителя. Но Норма Толмадж, взяла её под свой контроль и помогла ей найти верный путь.
Репутация Вильмы в Америке была сомнительной, и омрачена она была тем, что в любовных сценах, её партнёрами были Рудольф Валентино («Сын шейха») и Рональд Колман («Тёмный ангел»). Но вскоре и другие звёзды эпохи немого кино, стали героями привлекательных романтичных любовных историй. Банки стала одной из самых высокооплачиваемых актрис, на пике своей карьеры она зарабатывала 5000 долларов в неделю, что в то время было весьма значительной суммой. Популярность её пары с Колманом была похожа на популярность пары Греты Гарбо и Джона Гилберта.
В 1927 году она стала женой малоизвестного американского актёра Рода Ла Рока (1898—1969), с которым она оставалась в браке, до самой его смерти. Своему знакомству с мужем Вильма была обязана их общему хорошему другу Виктору Варкони. Их свадьба стала сенсацией, которую организовали «MGM», и была большим событием в Голливуде, так как в то время подобные мероприятия были редкостью. В 1928 году она с мужем на короткий период времени посетила родную Венгрию. Эта новость вызвала большой интерес у прессы, но из-за того что её постоянно окружали журналисты, она не смогла посетить свой родной город. В местной статье тогда было написано, что она была «почти идеальным англосаксонским человеком, даже более английской, чем другие англичане, хоть и родилась в Венгрии».
Однако с приходом звукового кино, её карьера закончилась. Она говорила на английском языке с сильным венгерским акцентом, ей давали много возможностей, но она потеряла интерес американского зрителя. Фильмы с её участием больше не приносили ожидаемого дохода, и поэтому она объявила о завершении карьеры. После этого, она в течение многих лет играла вместе с мужем в Бродвейском театре, свою последнюю роль она сыграла в 1933 году.

### После карьеры в Голливуде
С 1930-годов она вела деловую жизнь, и занималась покупкой и продажей недвижимости. В благотворительных целях она создала некоммерческий фонд (Фонд Банки — Ла Рока), который действует до сих пор. Фонд занимался многими вещами, и в том числе оказывал поддержку многим любительским спортивным мероприятиям для детей и животных. Её дом в Голливуде, был своеобразным венгерским культурным центром. Она охотно принимала своих соотечественников, и помогала им развивать их таланты. Ференц Мольнар, Ласло Буш-Фекете и Меньх Ленгель, были в их числе.
Вторая мировая война стала для неё тяжелым испытанием, так как она полностью была отрезана от своей семьи, а также из-за невозможности отправлять деньги своим родителям и навестить их. Её родители умерли в нищете в Венгрии, последний раз они видели свою дочь в 1928 году. После появления звуковых фильмов она была практически забыта. В 1930-х годах она снялась только в двух фильмах, а в период между 1930 и 1955 годами она выступала с мужем в театре. У Вильмы и её супруга детей не было, но вместе они пожертвовали более миллиона долларов, на обучение других детей. Сын её брата эмигрировал в Аргентину, но она поддерживала связь с ним и с его семьёй.
В 1950-е годы она принимала участие в качестве игрока, в женских турнирах по гольфу. Добившись в этой сфере серьёзных успехов, снова став звездой таблоидов. Она продолжала активно играть в гольф, даже после 80 лет.
После смерти мужа в 1969 году Банки нигде больше не снималась, не выступала, и ушла на пенсию. У неё были тесные отношения с супругой брата её мужа, Моникой, которая навещала пожилую актрису. 18 марта 1991 года, она умерла от сердечной недостаточности в возрасте 90 лет в Голливудской больнице. Как сообщалось, перед своей смертью она не хотела видеться со своими друзьями, которые её навещали, поэтому она попросила своего адвоката не оглашать дату своей смерти. Её прах, как и прах мужа, был развеян в море.

## Память
Из 26 фильмов в которых снялась Банки, большинство были утеряны. Только 8 были сохранены полностью: «Последний час», «Король цирка» с Максом Линдером, «Сын шейха», «Орёл», «Победа Барбары Ворт», «Ночь любви», «Дама, которую стоит любить», «Повстанец». От трёх остались лишь несколько фрагментов: «Весенняя любовь», «Волшебное пламя» и «Пара любовников».
В 2010 году Рэйчел А. Шильтген опубликовала книгу «Больше, чем просто мечта: Повторное открытие жизни и фильмов Вильмы Банки».
За свой вклад в развитие киноиндустрии Вильма Банки удостоена Звезды на Голливудской Аллее Славы. Она находится на Голливудском бульваре, её номер — 7021.

## Фильмография
| Актриса | Актриса                     | Актриса                      | Актриса                                                | Актриса |
| Год     | Русское название            | Оригинальное название        | Роль                                                   |         |
| ------- | --------------------------- | ---------------------------- | ------------------------------------------------------ | ------- |
| 1919    | В последний момент          | Im letzten Augenblick        |                                                        |         |
| 1921    | В опасности ада             | Veszélyben a pokol           |                                                        |         |
| 1921    | Весенняя любовь             | Tavaszi szerelem             |                                                        |         |
| 1921    | Галатея                     | Galathea                     |                                                        |         |
| 1922    | В тени денежного счастья    | Schattenkinder des Glücks    |                                                        |         |
| 1922    | Мёртвая любовь              | A halott szerelme            |                                                        |         |
| 1922    | Покупка Мариэтт-акций       | Kauft Mariett-Aktien         |                                                        |         |
| 1923    | Образ                       | Das Bildnis                  |                                                        |         |
| 1924    | Последний час               | Die letzte Stunde            | Мэйбл (Mabel)                                          |         |
| 1924    | Запретная земля             | Das verbotene Land           |                                                        |         |
| 1924    | Прекрасное приключение      | Das schöne Abenteuer         | Бесси Фергюсон (Bessy Ferguson)                        |         |
| 1925    | Король цирка                | Der Zirkuskönig              |                                                        |         |
| 1925    | Тёмный ангел                | The Dark Angel               | Китти Вэйн (Kitty Vane)                                |         |
| 1925    | Следует ли жениться?        | Soll man heiraten?           |                                                        |         |
| 1925    | Орёл                        | The Eagle                    | Маша Троекурова (Mascha Troekouroff)                   |         |
| 1926    | Сын шейха                   | The Son of the Sheik         | Жасмин (Yasmin)                                        |         |
| 1926    | Победа Барбары Ворт         | The Winning of Barbara Worth | Барбара Ворт (Barbara Worth)                           |         |
| 1927    | Ночь любви                  | The Night of Love            | Принцесса Мари (Princess Marie)                        |         |
| 1927    | Волшебное пламя             | The Magic Flame              | Бьянка, свободный художник (Bianca, the Aerial Artist) |         |
| 1927    | Парижская леди              | Die Dame von Paris           |                                                        |         |
| 1928    | Два любовников              | Two Lovers                   | Донна Леонора де Варгас (Donna Leonora de Vargas)      |         |
| 1928    | Пробуждение                 | The Awakening                | Мари Дюкро (Marie Ducrot)                              |         |
| 1929    | Это небеса                  | This Is Heaven               | Ева Петри (Eva Petrie)                                 |         |
| 1930    | Дама, которую стоить любить | A Lady to Love               | Лена Шульц (Lena Shultz)                               |         |
| 1930    | Женские желания             | Die Sehnsucht jeder Frau     | Мицци (Mizzi)                                          |         |
| 1933    | Повстанец                   | The Rebel                    | Эрика Лерой (Erika Leroy)                              |         |